# فأر الثيل
فأر الثيل أو غَلُنْدَه (الاسم العلمي: Golunda)، جنس دويبات لبونة قارضة من فصيلة الفأرية.

## السجل الأحفوري
فأر الآجام الهندي (Golunda ellioti) هو العضو الوحيد الباقي على قيد الحياة من هذا الجنس، لكنه كان في السابق أكثر تنوعًا وانتشارًا، حيث كان يوجد في كل من آسيا وأفريقيا. كان آخر الأنواع الباقية في إفريقيا هو Golunda aouraghei الذي يعود إلى أوائل العصر الجليدي. يُعتقد أن الجنس قد نشأ في إفريقيا من العصر البليوسيني، ولكن يُعتقد الآن أن الجنس نشأ في الهند مع النوع G. tatroticus ، أيضًا من العصر البليوسيني.